# カール・エリアスベルク
カール・イリイチ・エリアスベルク（ロシア語: Карл Ильич Элиасберг；ラテン文字転写例:Karl Ilyich Eliasberg、1907年6月10日 - 1978年2月12日）は、ロシア（現ベラルーシ）出身の指揮者。

## 経歴
1907年、ロシア帝国領ミンスクで生まれた。ハリコフ音楽院でヨアヒム・ゴルトベルクにヴァイオリンを学び、レニングラード音楽院のヴァイオリン科に進学して1929年に卒業した。
卒業後から1931年までレニングラードのコミック劇場で働いた後、1932年からレニングラード放送交響楽団の指揮者陣に加わり、1937年から1950年までそこの首席指揮者として活躍した。第二次世界大戦中は、1942年のレニングラード包囲戦の最中にドミトリー・ショスタコーヴィチの交響曲第7番を演奏している。1944年には、その功績からソ連政府から功労芸術家の称号を贈られた。レニングラード放送交響楽団の職を辞してからはフリーランスの立場で演奏活動を続けた。
1978年、レニングラードで死去。